# Fútbol Americano de México
Die Fútbol Americano de México (FAM), aus Sponsor-Gründen 2022 FAM-YOX, war eine semiprofessionelle mexikanische American-Football-Liga. Die Liga wurde im August 2018 von ehemaligen Investoren der Liga de Fútbol Americano Profesional (LFA) gegründet und stand in deren Konkurrenz. Nach der Saison 2022 stellte die Liga den Betrieb ein, drei der neun Mannschaften wechselten in die LFA.
In ihrer ersten Saison 2019 bestand die FAM aus fünf Teams. Die Saison 2020 mit sechs Mannschaften wurde wegen der Covid-19-Pandemie nach der Hälfte der Spiele abgebrochen, die Saison 2021 aus demselben Grund abgesagt. In der Saison 2022 spielten neun Mannschaften in der Liga.
Die Spielzeiten gliederten sich in die reguläre Saison und die Play-offs mit dem Finale, dessen Sieger den Balón de Plata (Silberkugel) erhält. Die Spielregeln orientierten sich an den Regeln der National Football League (NFL). Jede Mannschaft konnte bis zu 15 ausländische Spieler aufstellen.

## Geschichte

### Gründung
Die Liga wurde am 7. August 2018 als Liga de Football Pro (LFP) gegründet  Sie änderte ihren Namen aufgrund der Verwechslungsgefahr mit dem spanischen Ligenverband Liga Nacional de Fútbol Profesional (auch LFP). Die Gründung erfolgte durch Investoren, die 2016 auch an der Gründung der LFA beteiligt waren.

### Spielzeiten
Die Liga startete ihre erste Saison 2019 mit fünf Mannschaften. Das erste Finale gewannen die Pioneros Querétaro gegen die Centauros Ciudad Juárez.
Zur Saison 2020 wechselte Meister Pioneros in die LFA. Die FAM wurde um die Caudillos de Chihuahua und die Marlins de Los Cabos erweitert, die Titanes aus Mexiko-Stadt wurden aufgelöst und durch die Rojos ersetzt. Die Saison musste wegen der COVID-19-Pandemie in Mexiko nach zehn von geplanten 18 Spielen der regulären Saison abgebrochen werden.
Die Saison 2021 wurde komplett abgesagt. Für die Saison waren mit den Tiburones de Cancún als neues Team geplant, zudem sollten die Centauros aus Ciudad Juárez durch die Rarámuris ersetzt werden. Die Rückkehr der Pioneros in die FAM war zum Zeitpunkt der Absage unklar.
Mit den Pioneros und der neuen Franchise Parrilleros de Monterrey startete die FAM mit neun Mannschaften in die Saison 2022, aus Sponsoringgründen unter dem Namen FAM-YOX. Die Rarámuris wurden durch die Jefes ersetzt und kündigten im Mai 2022 an, 2023 in die konkurrierende LFA zu wechseln. Die Rojos CDMX, das Team des Besitzers des Ligasponsors YOX, gewannen den Balon de Plata 2022.
Bereits nach Ende der regulären Saison hatten die Rojos den Einstieg in die LFA bekannt gegeben. Geplant war, dass die FAM ihre Saison auf die Zeit nach dem Saisonende der LFA verschiebt, so dass den Fans insgesamt eine längere Saison präsentiert werden könnte.
Am 30. September 2022 gab die Liga die Einstellung des Spielbetriebs bekannt. Insgesamt hatte die FAM 71 Spiele absolviert.

### Verbleib von Mannschaften
Neben den in Reds umbenannten Rojos gaben im Oktober 2022 die Jefes de Ciudad Juárez und die Caudillos de Chihuahua den Wechsel in die LFA bekannt. Die Caudillos konnten in ihrer ersten LFA-Saison die Meisterschaft gewinnen und 2024 verteidigen.
Die Rarámuris starteten dagegen nicht in der LFA. Zusammen mit den Tiburones, den Tequileros und den Pioneros beteiligten sich an der Gründung der International Football Alliance. In der für 2025 geplanten ersten Saison sind jedoch nur noch die inzwischen in Chihuahua Rebellion umbenannten Rarámuris einziges mexikanischer Team dabei. Die Pioneros siedelten nach Dallas, Texas um.

## Meister
| Ausgabe             | Datum         | Meister  | Ergebnis | Vizemeister | Spielort                                            | Meistertrainer | MVP                       |
| ------------------- | ------------- | -------- | -------- | ----------- | --------------------------------------------------- | -------------- | ------------------------- |
| Balón de Plata I    | 26. Mai 2019  | Pioneros | 16 : 0   | Centauros   | Unidad Deportiva El Pueblito Corregidora, Querétaro | Rassielh López | Victor Tejeda (Pioneros)  |
| Balón de Plata 2022 | 16. Juli 2022 | Rojos    | 21:14    | Parrilleros | Estadio Banorte Monterrey, Nuevo León               | Raúl Rivera    | Terry Stewart Jr. (Rojos) |

## Mannschaften
| Team        | Stadt                                  | Spielzeiten | Spiele Reguläre Saison | Spiele Reguläre Saison | Spiele Reguläre Saison | Spiele Post-Season                          |
| Team        | Stadt                                  | Spielzeiten | Sp                     | S                      | N                      |                                             |
| ----------- | -------------------------------------- | ----------- | ---------------------- | ---------------------- | ---------------------- | ------------------------------------------- |
| Bulldogs    | Naucalpan de Juárez, Mexico            | 2019–2022   | 19                     | 8                      | 11                     | 2019: HF Centauros 14:22                    |
| Caudillos   | Chihuahua, Chihuahua                   | 2020–2022   | 12                     | 9                      | 3                      | 2022: HF @Parrilleros 23:27                 |
| Centauros   | Ciudad Juárez, Chihuahua               | 2019–2020   | 10                     | 3                      | 7                      | 2019: HF @Bulldogs 22:14; BP Pioneros 0:16  |
| Jefes       | Ciudad Juárez, Chihuahua               | 2022        | 8                      | 3                      | 5                      | –                                           |
| Marlins     | San José del Cabo, Baja California Sur | 2020–2022   | 10                     | 6                      | 4                      | 2022: HF @Rojos 0:40                        |
| Parrilleros | Monterrey, Nuevo León                  | 2022        | 8                      | 6                      | 2                      | 2022: HF Caudillos 27:23; BP Rojos 14:21    |
| Pioneros    | Santiago de Querétaro, Querétaro       | 2019, 2022  | 16                     | 8                      | 8                      | 2019: HF Titanes 13:23; BP Centauros 16:0   |
| Rarámuris   | Chihuahua, Chihuahua                   | (2021)      | 0                      | –                      | –                      | –                                           |
| Rojos       | Mexiko-Stadt                           | 2020–2022   | 12                     | 7                      | 5                      | 2022: HF Marlins 40:0, BP Parrilleros 21:14 |
| Tequileros  | Zapopan, Jalisco                       | 2019–2022   | 20                     | 11                     | 9                      | –                                           |
| Tiburones   | Cancún, Quintana Roo                   | 2021–2022   | 8                      | 1                      | 7                      | –                                           |
| Titanes     | Mexiko-Stadt                           | 2019        | 7                      | 3                      | 4                      | 2019: HF @Pioneros                          |

## Spielzeiten

### Saison 2019

#### Reguläre Saison
|    |            | Sp | S | N | SQ    | P+  | P–  | PD  |
| -- | ---------- | -- | - | - | ----- | --- | --- | --- |
| 1. | Pioneros   | 8  | 5 | 3 | 0.625 | 108 | 094 | +14 |
| 2. | Bulldogs   | 8  | 5 | 3 | 0.625 | 115 | 102 | +13 |
| 3. | Centauros  | 8  | 4 | 4 | 0.500 | 131 | 141 | –10 |
| 4. | Titanes    | 8  | 3 | 5 | 0.375 | 093 | 114 | –21 |
| 5. | Tequileros | 8  | 3 | 5 | 0.375 | 168 | 139 | +29 |

Das Spiel der Titanes bei den Centauros am 9. Spieltag wurde von den Titanes auf Grund finanzieller und logistischer Probleme abgesagt. Das Spiel wurde als Sieg für die Centauros gewertet.

#### Play-offs

##### Halbfinale
|  |                                   |  |          |                           |           |  |  |
|  | 11. Mai 2019 17:00 Uhr (Ortszeit) |  | Bulldogs | \| \| 14 : 22 \| \| \| \| | Centauros |  |  |
|  | 11. Mai 2019 17:00 Uhr (Ortszeit) |  | Bulldogs |                           | Centauros |  |  |
|  | 14 : 22                           |  |          |                           |           |  |  |
|  |                                   |  |          |                           |           |  |  |

|  |                                   |  |          |                           |         |  |  |
|  | 12. Mai 2019 12:00 Uhr (Ortszeit) |  | Pioneros | \| \| 13 : 12 \| \| \| \| | Titanes |  |  |
|  | 12. Mai 2019 12:00 Uhr (Ortszeit) |  | Pioneros |                           | Titanes |  |  |
|  | 13 : 12                           |  |          |                           |         |  |  |
|  |                                   |  |          |                           |         |  |  |

##### Balón de Plata I
|              |                                   |  |          |                          |           |  |                              |
|              | 26. Mai 2019 13:00 Uhr (Ortszeit) |  | Pioneros | \| \| 16 : 0 \| \| \| \| | Centauros |  | Unidad Deportiva El Pueblito |
| Spielbericht | 26. Mai 2019 13:00 Uhr (Ortszeit) |  | Pioneros |                          | Centauros |  | Unidad Deportiva El Pueblito |
|              | 16 : 0                            |  |          |                          |           |  |                              |
|              |                                   |  |          |                          |           |  |                              |

### Saison 2020

#### División Voit
|    |            | Sp | S | N | SQ    | P+  | P–  | PD   |
| -- | ---------- | -- | - | - | ----- | --- | --- | ---- |
| 1. | Tequileros | 4  | 3 | 1 | 0.750 | 152 | 077 | +075 |
| 2. | Bulldogs   | 3  | 2 | 1 | 0.667 | 068 | 020 | +048 |
| 3. | Rojos      | 4  | 1 | 3 | 0.250 | 015 | 124 | –109 |

#### División BWW
|    | Equipo    | Sp | S | N | SQ    | P+  | P–  | PD   |
| -- | --------- | -- | - | - | ----- | --- | --- | ---- |
| 1. | Caudillos | 4  | 4 | 0 | 1.000 | 163 | 028 | +135 |
| 2. | Marlins   | 2  | 0 | 2 | 0.000 | 018 | 048 | –030 |
| 3. | Centauros | 3  | 0 | 3 | 0.000 | 021 | 140 | –119 |

Nach den Spielen vom 14. März 2020 wurde die Saison abgebrochen.

### Saison 2022

#### Reguläre Saison
|    |             | Sp | S | N | SQ   | P+  | P–  | PD   |
| -- | ----------- | -- | - | - | ---- | --- | --- | ---- |
| 1. | Parrilleros | 8  | 6 | 2 | .750 | 239 | 135 | +104 |
| 2. | Rojos       | 8  | 6 | 2 | .750 | 257 | 172 | +085 |
| 3. | Marlins     | 8  | 6 | 2 | .750 | 236 | 219 | +017 |
| 4. | Caudillos   | 8  | 5 | 3 | .625 | 296 | 155 | +141 |
| 5. | Tequileros  | 8  | 5 | 3 | .625 | 171 | 173 | –02  |
| 6. | Pioneros    | 8  | 3 | 5 | .375 | 164 | 200 | –036 |
| 7. | Jefes       | 8  | 3 | 5 | .375 | 151 | 135 | +016 |
| 8  | Bulldogs    | 8  | 1 | 7 | .125 | 121 | 264 | –143 |
| 9. | Tiburones   | 8  | 1 | 7 | .125 | 98  | 280 | –182 |

#### Play-offs

##### Halbfinale
|              |                                   |  |       |                          |         |  |  |
|              | 3. Juli 2022 13:00 Uhr (Ortszeit) |  | Rojos | \| \| 40 : 0 \| \| \| \| | Marlins |  |  |
| Spielbericht | 3. Juli 2022 13:00 Uhr (Ortszeit) |  | Rojos |                          | Marlins |  |  |
|              | 40 : 0                            |  |       |                          |         |  |  |
|              |                                   |  |       |                          |         |  |  |

|              |                                   |  |             |                           |           |  |  |
|              | 3. Juli 2022 19:00 Uhr (Ortszeit) |  | Parrilleros | \| \| 27 : 23 \| \| \| \| | Caudillos |  |  |
| Spielbericht | 3. Juli 2022 19:00 Uhr (Ortszeit) |  | Parrilleros |                           | Caudillos |  |  |
|              | 27 : 23                           |  |             |                           |           |  |  |
|              |                                   |  |             |                           |           |  |  |

##### Balón de Plata 2022
|              |                                              |  |             |                           |       |  |                 |
|              | Monterrey 16. Juli 2022 19:00 Uhr (Ortszeit) |  | Parrilleros | \| \| 14 : 21 \| \| \| \| | Rojos |  | Estadio Banorte |
| Spielbericht | Monterrey 16. Juli 2022 19:00 Uhr (Ortszeit) |  | Parrilleros |                           | Rojos |  | Estadio Banorte |
|              | 14 : 21                                      |  |             |                           |       |  |                 |
|              |                                              |  |             |                           |       |  |                 |